# Mágnesszalag

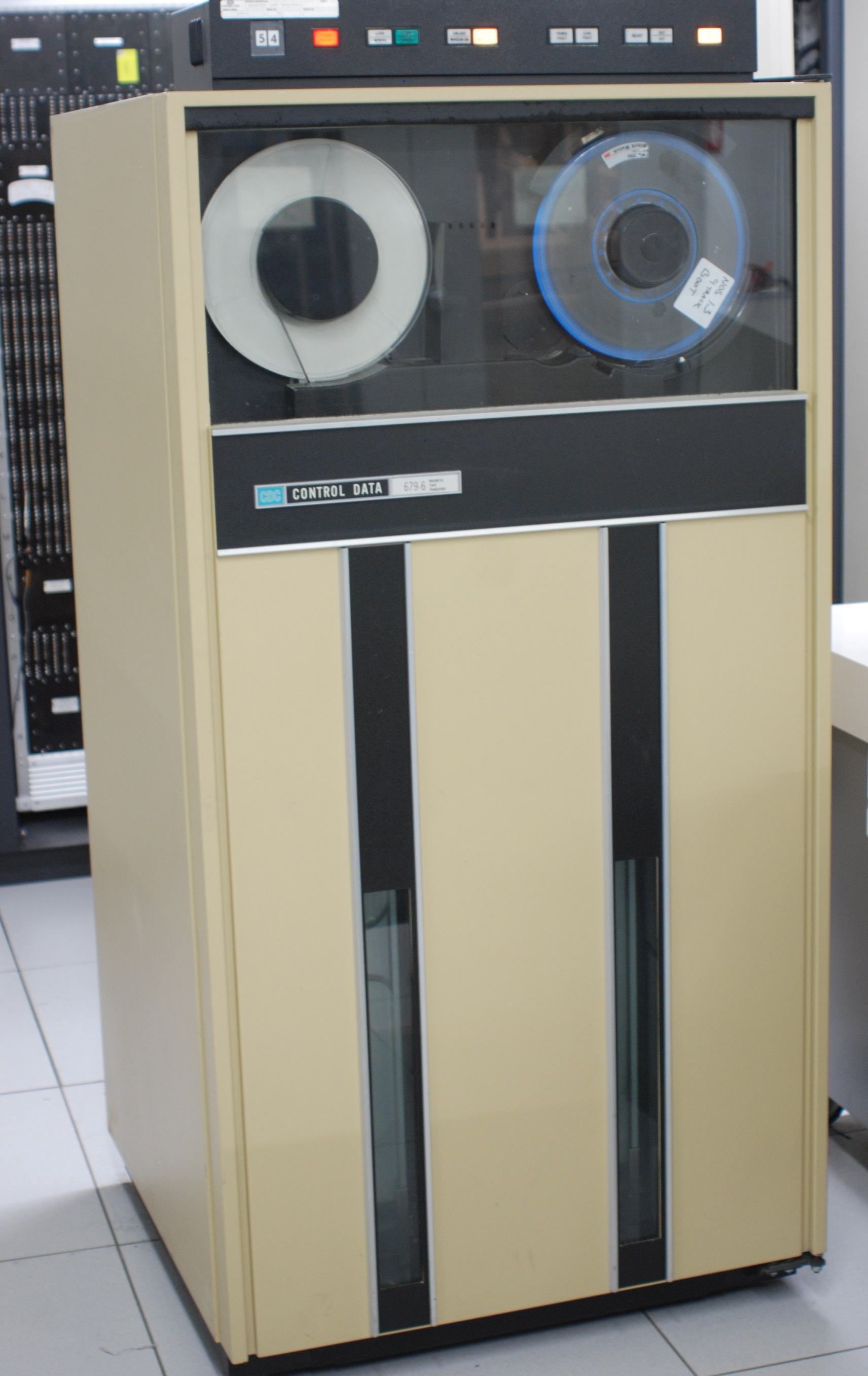
CDC mágnesszalagos egység az 1960-as évek második feléből

A mágnesszalag a mai napig az egy gigabyte-ra vetített költségeket illetően a legolcsóbb hordozható információtároló eszköz. Kiemelkedően fontos, hogy immunis a számítógépes vírusokra. Egy modern cartridge elfér az ember tenyerén.  A csúcsmodellek adatátviteli sebessége lehetővé teszi több szerver egyidejű mentését. És energiafelhasználást illetően is a leghatékonyabb eszköz, mivel a meghajtó motor csak a mentések, vagy visszatöltések idején működik.

## Története
A számítástechnikában alkalmazott első mágnesszalagot író/olvasó egységet 1952. május 21-én jelentették be. Ez az IBM 726 mágnesszalagos egysége volt, és az első példány még ebben az évben, december 20-án el is kezdett működni. Adattárolásra cellulóz-acetát alapú, 7 sávos (6 adat és egy paritás sáv), fél inch szélességű, 1200 láb hosszú szalagot alkalmaztak, amelynek az adatátviteli sebessége 7500 karakter/másodperc volt. 56-szor bizonyult gyorsabbnak az akkor használatos kártyaolvasóknál. Ezt a modellt 1955-ig gyártották.
A mágneses adattárolást már 1900-ban szabadalmaztatta Valdemar Poulse. A számítástechnikai alkalmazáshoz szükség volt a gyors előre- és visszatekerhetőségre. Ennek technikai megoldása okozta a legnagyobb kihívást. Az IBM fejlesztőinek nagy találmánya a vákuumoszlopok alkalmazása volt. A vákuumcsőben kialakított puffer megvédte a szalagot a szakadástól vagy a megnyúlástól.
Az 1970-es években megjelentek a személyi számítógépek és a direkt hozzáférésű diszk rendszerek. A  tárolók területén megjelent, konkuráló megoldásokkal a mágnesszalaggyártók az automatikus mágnesszalagos tárolókkal vették fel a harcot. A mágnesszalagos egységekbe saját mikroprocesszoros vezérlőket építettek be. Megjelentek az első gyorsítótáras vezérlő (cache-control) egységek, majd a virtuális tape szerverek (VTS). 
Az adatbázisok növekedésével és az informatikai rendszerek egyre fontosabbá válásával nagyon fontossá vált az adatvédelem. Egyre nagyobb mennyiségű adatot kell rendszeresen menteni és elkerülhetetlenné vált a vállalati információs katasztrófavédelmi rendszerek kialakítása. Ezeknek az igényeknek a kiszolgálására dolgozták ki a VTL (virtual tape library) megoldásokat. Az első ilyen megoldás piaci bevezetése szintén az IBM-hez kapcsolódik. Az IBM virtuális mágnesszalagos könyvtárát a VTS-t (Virtual Tape Server) 1997-ben jelentették be. Ezt szinte azonnal követte a StorageTek (ma Oracle) Virtual Storage Manager (VSM) megoldása.